# Église Saint-Polycarpe de Lyon
Pour les articles homonymes, voir Église San Policarpo.
L'église Saint-Polycarpe de Lyon est un édifice religieux situé dans le 1er arrondissement de Lyon, sur les pentes de la Croix-Rousse, entre les rues René Leynaud, Burdeau et les passages Mermet et Thiaffait. Affectée au culte catholique, c'est l’ancienne église des Oratoriens qui s'installèrent à Lyon en 1616 et sur les pentes de Croix-Rousse en 1642.

## Histoire
L'église, entreprise par les Oratoriens en 1665, fut achevée en 1670, à l'exception de la façade, œuvre de l'architecte Toussaint-Noël Loyer, qui ne date que de 1756.
Le 19 juin 1791, elle devint paroissiale et prit le nom de saint Polycarpe, en hommage au maître à penser des deux premiers évêques de Lyon, saint Pothin et saint Irénée.
La façade de l'édifice eut à souffrir des événements révolutionnaires de 1793, la Convention, qui fit tirer le canon des Brotteaux sur la Croix-Rousse, y ayant laissé des cicatrices (on en voit une sur le pilastre droit sur l'illustration en tête d'article).
De 1826 à 1836 l'édifice fut agrandi, le transept, la coupole et le chœur étant alors édifiés par l'architecte François-Jacques Farfouillon.
Adrien Rougier, organiste titulaire de la paroisse, créa plusieurs œuvres aux orgues de cette paroisse, dont la Toccata de Duruflé le 2 avril 1939.
L'église est classée au titre des monuments historiques le 20 octobre 1982.

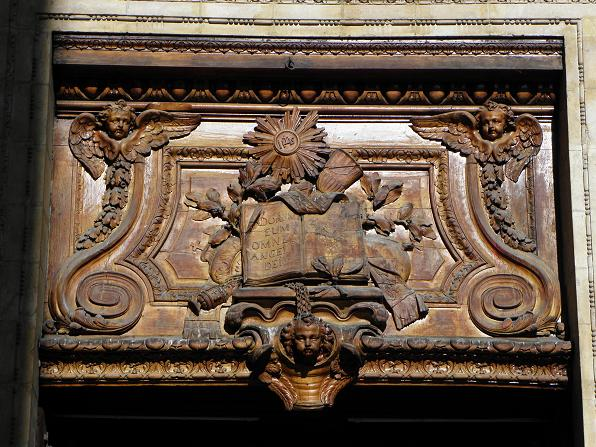
Tympan de la porte de façade.
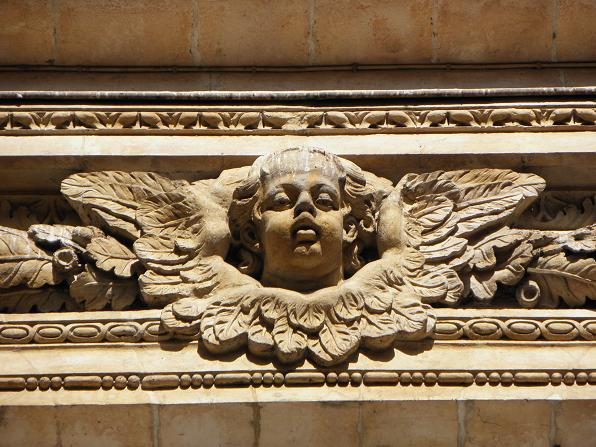
Angelot du linteau de la fenêtre de façade.

Le cœur de la bienheureuse Pauline-Marie Jaricot, fondatrice de l’œuvre de la Propagation de la foi, repose dans la chapelle St-François-Xavier de l’église.

## Architecture

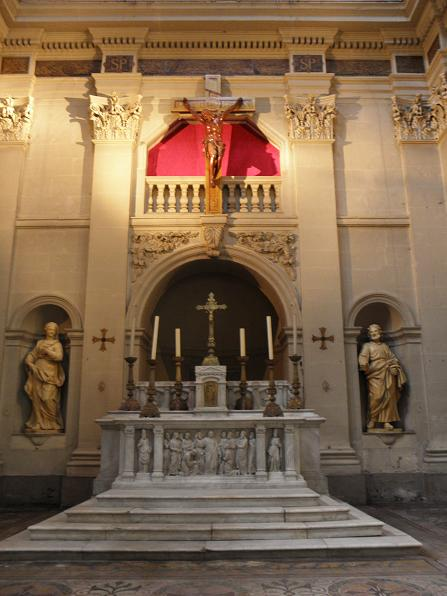
Le chœur de l'église et le maître-autel.

## Mobilier
Au cours du XIXe siècle, l'église Saint-Polycarpe connut la mise en œuvre d'un vaste programme décoratif où s'illustrèrent les meilleurs artistes lyonnais (les architectes Pierre Bossan et Tony Desjardins, le marbrier et sculpteur Joseph Fabisch, le décorateur Denuel ou encore le peintre Louis Janmot). L'ensemble du mobilier a d'ailleurs fait l'objet d'un arrêté de classement le 11 juillet 1978. 
- 1842 : grandes orgues de la manufacture lyonnaise Augustin Zeiger, le buffet en noyer étant l'œuvre de Pierre Bossan (1814-1888).
- 1852 : autel et retable de la Vierge (projet de Pierre Bossan et Tony Desjardins (1814-1882) réalisé par le marbrier Joseph Fabisch)[4].
- 1855 : maître-autel (œuvre du même Joseph Fabisch (1812-1886))[5].
- 1860 : autel et retable du Sacré-Cœur (projet de Tony Desjardins réalisé par Joseph Fabisch)[6].
- 1864 : chaire en marbre ornée de sculptures de Charles Dufraine (St-Pierre et St-Paul), dont l'abat-voix en chêne est du dessin de Pierre Bossan.

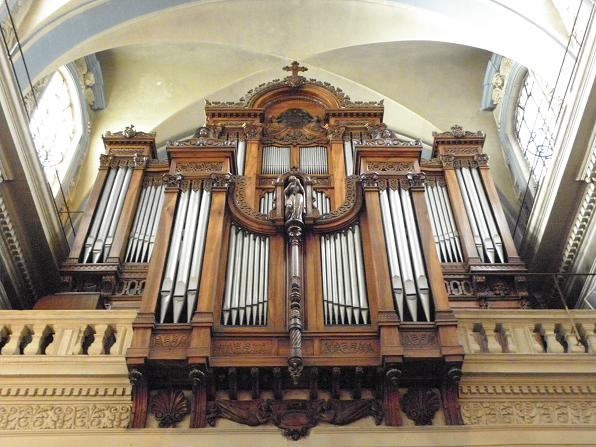
Les grandes orgues Zeiger.
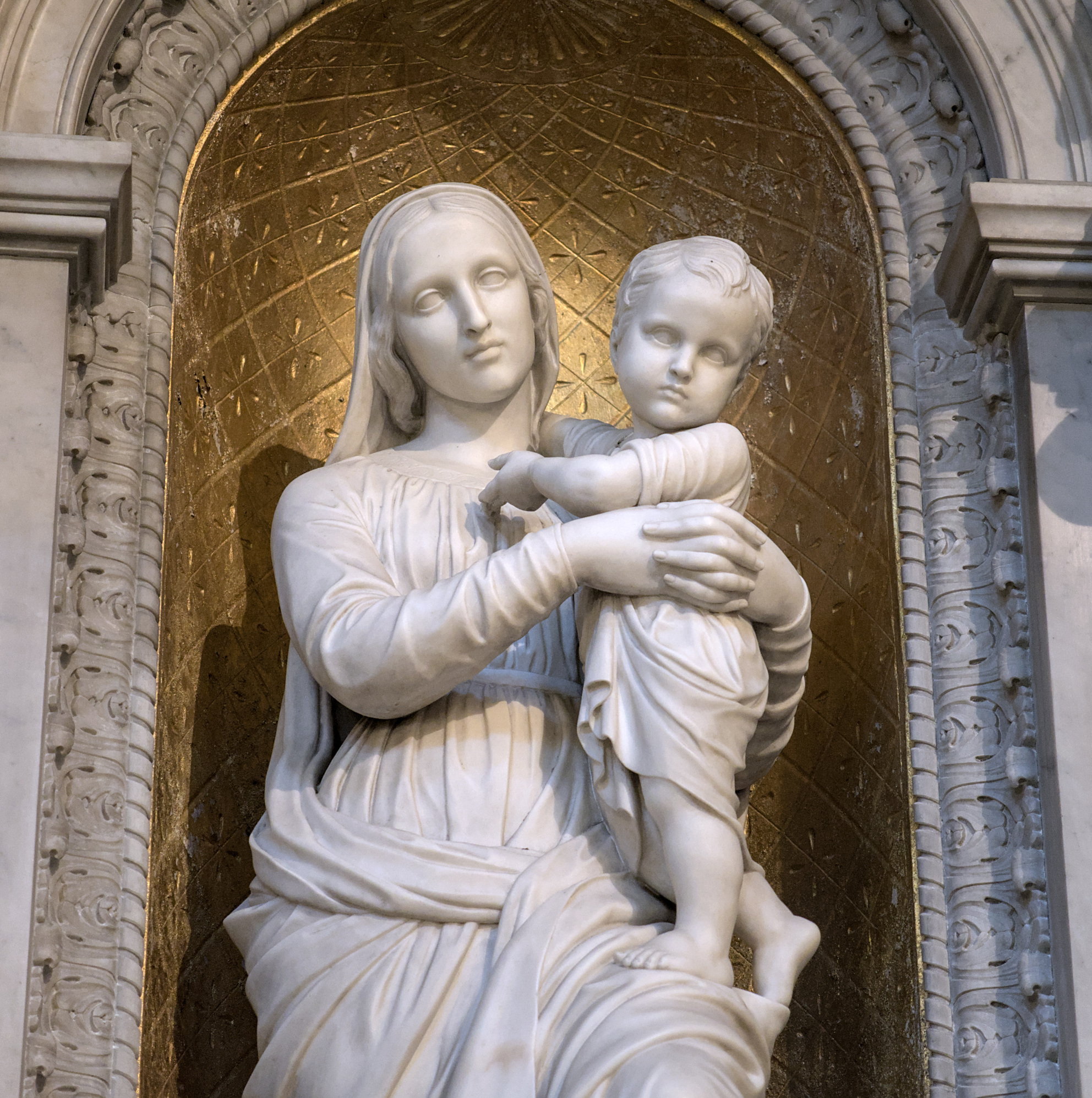
Statue de la Vierge à l'Enfant par Joseph Fabisch.
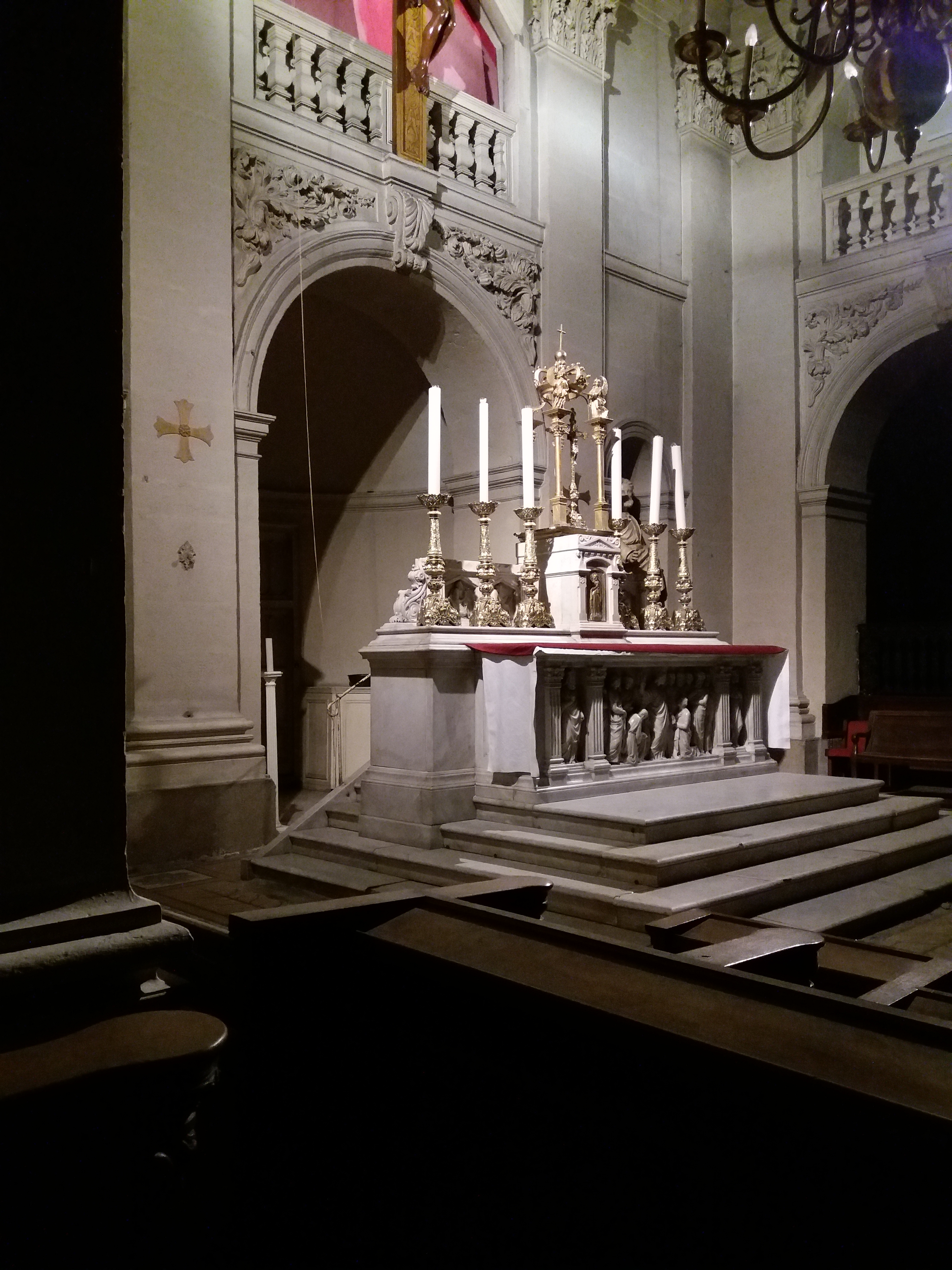
Maître-autel par Joseph Fabisch.
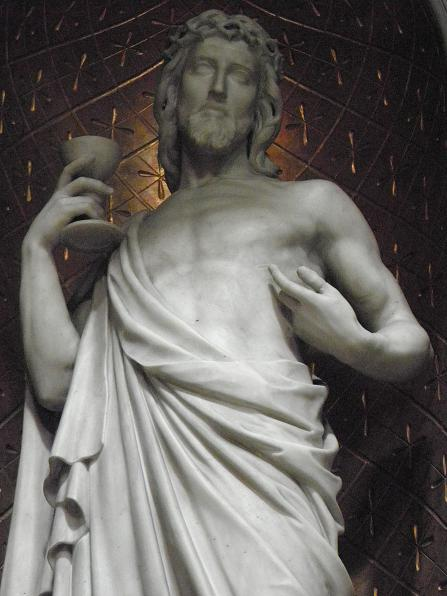
Statue du Sacré-Cœur par Joseph Fabisch.
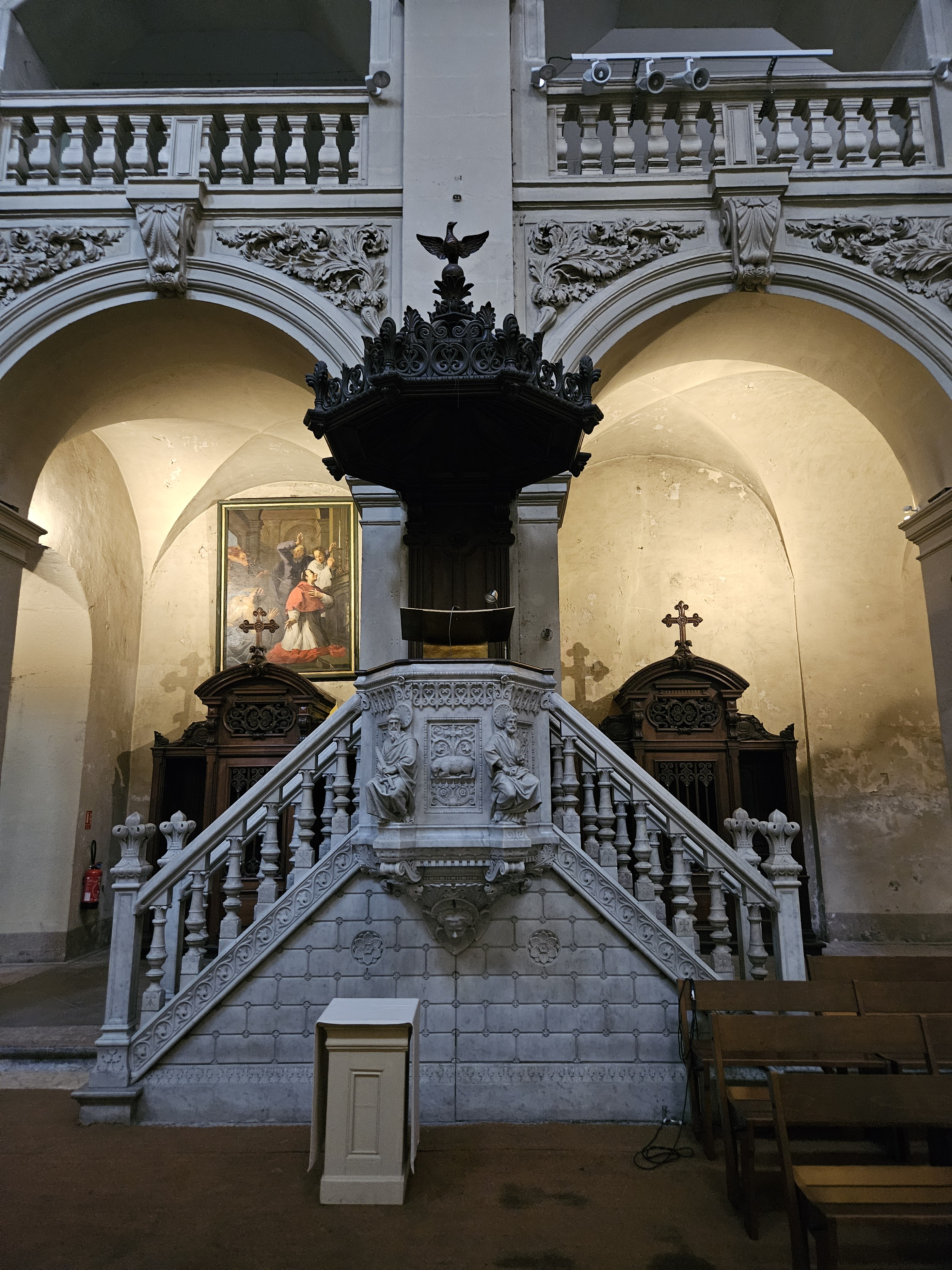
Pupitre.

## Sources
Dominique Bertin, Nicolas Reveyron, Jean-François Reynaud, Lyon et ses églises. Découvrir la ville autrement., Éditions lyonnaises d'art et d'histoire, mai 2010, 127 p.